# Cleto Corrain
Cleto Corrain (Badia Polesine, 14 aprile 1921 – 12 febbraio 2007) è stato un antropologo e presbitero italiano.

## Biografia
Autorevole antropologo e monsignore, Corrain nasce a Badia Polesine (Rovigo) — comune che lo eleggerà "Cittadino Illustre" — venendo ordinato sacerdote il 4 marzo 1944 ad Adria da monsignor Guido Maria Mazzocco. Dapprima insegnante al Seminario diocesano e al collegio vescovile "Angelo custode", sarà fra gli accademici dei Concordi di Rovigo e incluso dalla Chiesa fra i "prelati d'onore", in considerazione dei suoi studi su resti e reliquie di diversi santi.
Per i suoi interessi scientifici seguirà Raffaello Battaglia occupandosi con questi di diverse ricerche antropologiche sul campo. Nel 1958 gli è assegnata la libera docenza del corso di Antropologia presso l'Università di Padova, confermata nel 1963. Ordinario dal 1967, si occuperà delle collezioni del Museo di Antropologia che, sotto la sua direzione, si arricchiscono di reperti etnografici provenienti da: Africa, India, Asia, Papua Nuova Guinea e Tibet, oltre che di oggetti della tradizione e del folklore italiano. 
È autore, fra l'altro, del dotto trattato Antropologia. Lezioni tenute nell'anno accademico 1965-1966 all'Università di Padova.